# Zenon Jaskuła
Zenon Jaskuła (n. 4 iunie 1962, Gorzów Wielkopolski, Polonia) este un ciclist de performanță, medaliat olimpic. A participat la o ediție a Jocurilor Olimpice (1988) în care a câștigat o medalie de argint.